# アーロン・バー
アーロン・バー・ジュニア（英語: Aaron Burr Jr., 1756年2月6日 - 1836年9月14日）は、アメリカ合衆国の政治家および冒険者。ニューヨーク州の民主共和党設立の主要メンバーおよびジョージ・クリントン知事の支援者であり、トーマス・ジェファーソン大統領下の第3代副大統領としてよりも、アレクサンダー・ハミルトンとの決闘および反逆罪での裁判と罪の免除に関して有名である。1799年、バンク・オブ・マンハッタンを設立した。

## 生涯

### 生い立ちおよび家族
ニュージャージー植民地ニューアークで、ニュージャージー大学（現在のプリンストン大学）の第2代学長アーロン・バー・シニアの息子として生まれた。母親のエスター・エドワーズは、有名なカルヴァン主義の神学者ジョナサン・エドワーズの娘であった。
はじめ神学を学んだが2年後にそれを諦め、コネチカット州リッチフィールドで彼の義理の兄弟タッピング・リーヴの手引きで法律を学び始めた。彼の勉学はアメリカ独立戦争のために中断された。戦争の間彼は、ベネディクト・アーノルド、ジョージ・ワシントンおよびイズラエル・パットナムの下で働いた。

### 軍歴
アメリカ独立戦争中バーはベネディクト・アーノルドの1775年のカナダ遠征軍に加わった。そしてケベックの戦いの前に彼はカトリックの司祭に変装して、リチャード・モントゴメリー将軍にアーノルドの到着を知らせるため、イギリス軍下の120マイルの危険な旅行をした。バーはケベックから退却する際戦死したモントゴメリーを運んだとされる。バーの勇気ある行動はワシントンのスタッフへの採用に繋がった。しかしながらワシントンはバーを信頼したわけではなかった。一方でパットナムはバーをかばい、ロングアイランドからの退却でバーは警戒行動によって敵による捕獲から全旅団を救った。1777年7月にバーは中佐に昇進し連隊の指揮を引き受け、冬のバレーフォージではガルフと呼ばれた宿営地に通じる道で、攻撃されるとすれば必ず最初のポイントとなる所の防御に着いた。1778年6月28日のモンマスの戦いではスターリング卿師団下のマルコム旅団を指揮した。彼らはイギリス軍の砲撃によって10分の1に激減し、バーは熱中症に苦しんだ。彼はその病から快復することは出来なかった。
1779年1月にバーはウェストチェスター郡のライン、キングスブリッジのイギリス軍と約15マイル北に位置するアメリカ軍との間の地域の指揮を割り当てられた。この地域では多くの混乱とホイッグおよびトーリーの両陣営による不法行為、両軍の指揮を離れた兵士による略奪行為が行われていた。バーは完全な巡回システムと厳格に強化した戒厳令を敷き、素早く統制を回復した。彼は病気が原因で1779年3月に軍を退役し、再び法律を学び始めた。彼は1782年にオールバニーで法曹界入りし、翌年イギリス軍の撤退後にニューヨークで弁護士業を始めた。

### 結婚
1782年にセオドシア・バートウ・プレヴォスト（アメリカ独立戦争中に西インド諸島で戦死した英国陸軍士官の寡婦）と結婚した。彼らは二人の娘をもうけた。下の娘サラは3歳で死亡し、1783年に生まれた上の娘セオドシアはその美貌と業績で広く知られるようになった。彼女は1801年にサウスカロライナのジョーゼフ・アルストンと結婚したが、1812年末もしくは1813年の初めにカロライナでの難破で死亡した。
アーロン・バーと最初の妻は彼女が癌で死亡するまで12年間の結婚生活を営んだ。
1833年にバーはスティーヴン・ジュメルの寡婦イライザ・ボウエン・ジュメルと再婚した。イライザは彼女の財産が夫の土地投機で減少していることを悟り、彼らは四ヶ月後に別居した。彼らの結婚一周年記念の月に彼女は離婚を訴え、それはバーの死去した1836年9月14日に認められた。

### 初期の政治経歴
バーのニューヨーク法曹界におけるライバルはアレクサンダー・ハミルトンであった。バーは1784年から1785年までニューヨーク州議会議員を務めた。1789年、初代ニューヨーク州知事であるジョージ・クリントンにより、州の司法長官に任命された。1791年に革命要求委員会の委員であった。
さらに1791年の上院議員選ではハミルトンの義父フィリップ・スカイラーを破り、1797年まで連邦上院議員を務めた。この頃に全国的な政党が結成され、バーは1792年に成立した民主共和党へ入党した。ニューヨーク州の政界における重要人物となり、ハミルトンよりも影響力を持つようになった。それはタマニー協会の後ろ盾によるものであり、バーはタマニー協会を社交クラブから政治組織に変化させた。1792年の大統領選挙の選挙人投票では、サウスカロライナ州の1票がアーロン・バーに投じられた。さらに、1796年の大統領選挙では民主共和党の大統領候補となったトマス・ジェファーソンから副大統領候補に指名され、選挙人投票で30票を得たが落選した。
彼は上院に再選されず、その代り1798年から1801年までニューヨーク州議会議員を務めた。
当時の奇妙な出来事の一つとして、フランス革命の間に外交官のタレイランが恐怖政治から逃れバーのニューヨークの自宅に身を寄せた。後年バーが反逆裁判の後アメリカを出国したが、タレイランはバーのフランス入国を拒絶した。

### 決闘
バーは1804年の大統領選挙でジェファーソンの副大統領候補として指名されない見通しとなり、代わりにニューヨーク州知事選に出馬した。バーは無所属候補として出馬したが、知名度の低い民主共和党の候補モルガンルイスに大差で敗れた。
アレクサンダー・ハミルトンは1792年の大統領選挙でのバーの副大統領候補選出への希望に反対し、1798年にはバーが准将に任命されるのを防ぐためにワシントンを通じて影響を及ぼした。仇敵のハミルトンは知事選の際にはバーへの侮辱的な演説を行った。二人は法曹界に於いて長年のライバルであった。
バーは決闘を申し込むことで応えた。1804年7月11日にバーとハミルトンはニュージャージー州ウィホーケンで決闘を行い、下胸部に銃弾を受けたハミルトンは翌日死亡した。バーはその後二つの州に於いて殺人罪で告発されたが、両管轄において審判されることはなかった。彼はサウスカロライナ州に逃亡し、その後ワシントンD.C.に戻り副大統領としての任期を全うした。

### 晩年
1833年にスキャンダラスな過去を持つニューヨークの裕福な寡婦イライザ・B・ジュメル (1769-1865) と再婚したが、バーが土地投機で彼女の財産を失ったことが原因ですぐに別居した。バーは1836年にニューヨーク州スタテン島のポート・リッチモンドで死去した。
伝えられるところによれば後年バーは、以前のスキャンダルに関係していなかったアーロン・エドワーズ（Aaron Edwards, エドワーズは母親の旧姓）の名を名乗っていたとされる。